# Reazioni di sintesi

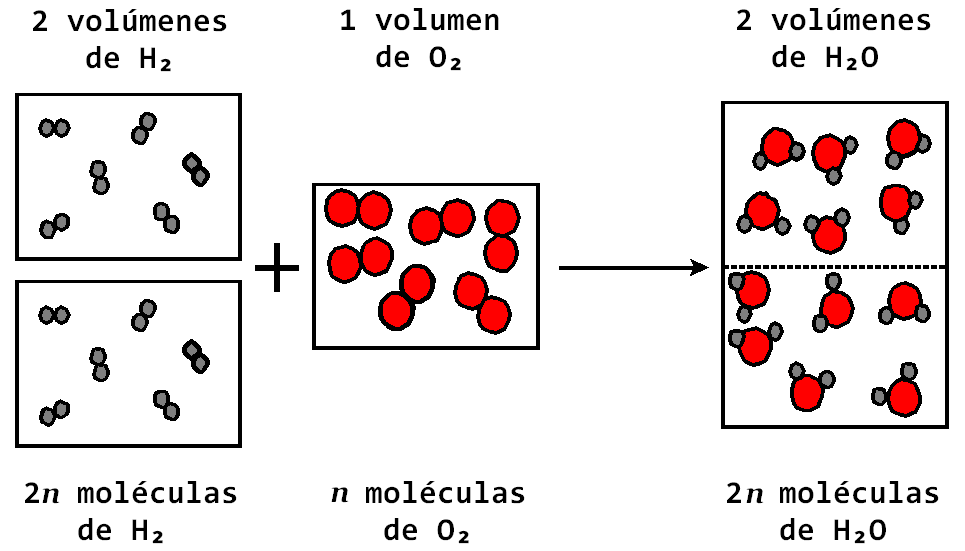
Reazione di sintesi dell'acqua (H_{2}O)

Una reazione di sintesi è una reazione dove due o più reagenti si legano tra loro per formare un singolo prodotto.
Una reazione di sintesi a partire da due reagenti può essere schematizzata come segue:
A + B = AB
o più in generale, tenendo conto dei coefficienti stechiometrici:
aA + bB = cA(a/c)B(b/c)
In cui:
- A e B sono i reagenti
- A(a/c)B(b/c) è il prodotto di reazione
- a, b, e c sono i coefficienti stechiometrici.

Le reazioni di sintesi sono abbastanza comuni in chimica.

## Esempi
Un esempio di reazione di sintesi è la seguente:
4K + 2O2 → 2K2O
In questa reazione il potassio metallico (K) reagisce con l'ossigeno molecolare (O2) per dare ossido di potassio.
Un altro esempio di reazione di sintesi è :
3 H2 + N2 → 2 NH3
In questa reazione l'idrogeno (H2) e l'azoto (N2) reagiscono producendo ammoniaca.